# Kelaginakiragunasi, Sorab
Kelaginakiragunasi là một làng thuộc tehsil Sorab, huyện Shimoga, bang Karnataka, Ấn Độ.